# جوشوا إل. مارتن
جوشوا إل. مارتن (بالإنجليزية: Joshua L. Martin)‏ هو محامي وقاضي وسياسي أمريكي، ولد في 5 ديسمبر 1799 في مقاطعة بلونت في الولايات المتحدة، وتوفي في 2 نوفمبر 1856 في توسكالوسا في الولايات المتحدة. نشط حزبياً في الحزب الديمقراطي. وقد انتخب حاكم ألاباما ‏ (10 ديسمبر 1845 – 16 ديسمبر 1847) وانتخب عضو مجلس نواب ألاباما وانتخب عضو مجلس النواب الأمريكي.